# Pasqual III
Pasqual III, nascut com Guido da Crema, a Crema a Llombardia vers el 1100, i mort a Roma el 20 de setembre del 1168 va ser un antipapa dins l'Església catòlica del 1164 al 1168.
No se sap gairebé res dels seus antecedents, fins al 1145 quan és mencionat com a cardenal-diaque de la col·legiata de Santa Maria in Portico. Guido da Crema ja havia sostingut Frederic I del Sacre Imperi Romanogermànic, dit Barba-roja; en l'elecció de Víctor IV, semblava que amb la mort d'aquest darrer, el 1164, el cisma era en via de resoldre's, però Reinald de Dassel, el representant de Frederic I, va fer que fos elegit, a Lucca, el 22 d'abril del 1164, un nou antipapa que pren el nom de Paqual III, qui va ser consegrat pel príncep-bisbe de Lieja, Enric II de Leez el 26 abril següent. Aquesta elecció agreuja el conflicte i té com a conseqüència una oposició creixent a les ciutats del nord d'Itàlia, que més tard va formalitzar-se en la Lliga Llombarda. El 1165, sota la insistència de l'emperador va canonitzar Carlemany, però l'Església oficial mai no va reconèixer aquesta canonització. Va instal·lar-se a Roma quan el 1167 Frederic I va ocupar la ciutat, en fer fugir Alexandre III. El mateix any va coronar l'emperadriu Beatriu.
Va estar-se a Roma fins a la seva mort el 20 de setembre de l'any 1168.
Tot i les negociacions amb Alexandre III, Frederic I va nomenar l'antipapa Calixt III per a la seva successió. El 1179, el Concili del Laterà III va anul·lar totes les decisions de Pasqual III.